# Amt Werl

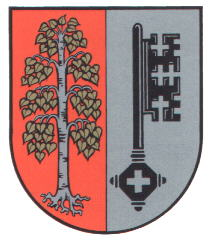
Wappen des Amtes Werl

Das Amt Werl war ein Amt, dessen Entstehung ins frühe 14. Jahrhundert zurückreicht. 1802 fiel es mit dem Herzogtum Westfalen, zu dem es gehörte, an den Landgrafen von Hessen-Darmstadt. 1815 ging es an Preußen über und bestand mit kleineren Änderungen bis zum Jahr 1969.

## Grenzen und Straßen
Von drei Seiten im Westen, Norden und im Osten von der Grafschaft Mark umgeben war das Amt Werl bis zum Jahr 1816 Grenzgebiet des Herzogtums Westfalen. Im Nordosten grenzte das Gericht Bergstraße an. Im Südosten befand sich das Gericht Körbecke, im Süden das Amt Neheim und das Gericht Voßwinkel. Im Südwesten gab es eine kurze Grenze mit dem Amt Menden (Sauerland).
Im Westen bei Büderich ins Amt kommend führte der Hellweg von Unna nach Werl, um östlich von Westönnen das Amt in Richtung Soest wieder zu verlassen. Eine weitere Straße führte von Werl über Hilbeck nach Hamm. Eine nach Südwesten gehende Straße verband Werl mit Menden. In anderer Richtung führte sie über Bergstraße nach Soest.

## Geschichte
Keimzelle des späteren Amtes Werl war das Gogericht Werl, dessen Entstehung bis mindestens ins 11. Jahrhundert zurückreicht und ursprünglich den Grafen von Werl gehörte. Nach der Übersiedlung der Grafen nach Arnsberg vermachte um 1100 Graf Liupold von Werl seine Ansprüche hierauf an den Kölner Erzbischof Friedrich I. Um 1300 gehörten die Pfarreien Werl, Bremen, Büderich, Scheidingen, Westönnen zum Gogericht Werl. Ostönnen ging später an Soest, Hilbeck an die Grafschaft Mark verloren.
Nach 1519 wurde das neuerrichtete kurfürstliche Schloss Amtssitz des Drosten.
1795 hatte das Amt Werl 31 Dörfer mit insgesamt 597 Wohngebäuden ohne die Stadt Werl.
Im September 1802 gelangte das Amt Werl als Teil des Herzogtums Westfalen an den Landgrafen von Hessen-Darmstadt. Am 22. September 1807 trat ein Gesetz zur Neueinteilung des Herzogtums in 18 Ämter in Kraft. Das Amt Werl blieb territorial weitgehend unverändert. Allerdings kam die Stadt jetzt zum Amt hinzu und die Dörfer wurden auf 13 Schultheißenbezirke verteilt.
Diese Einteilung blieb nach der Herrschaftsübernahme durch Preußen im Jahr 1816 bestehen. Das Amt Werl wurde aber nun in den neugegründeten Kreis Arnsberg einbezogen. Schon 1819 wurden die Gemeinden Wickede und Wiehagen vorübergehend bis 1826 zum Kreis Hamm und die übrigen Gemeinden dem Kreis Soest zugeordnet. Dabei wurde das Kirchspiel Bremen zum Amt Körbecke überführt.
1843 bestand das Amt Werl aus den Orten Budberg, Holtum, Illingen, Mawicke, Niederbergstraße, Oberbergstraße, Ostbüderich, Scheidingen, Schlückingen, Westbüderich, Westönnen, Wickede und Wiehagen. Während der Zeit des Nationalsozialismus wurde eine Verwaltungsgemeinschaft zwischen Stadt und Amt Werl eingeführt, die erst 1948 rückgängig gemacht wurde. 1969 wurde das Amt Werl durch das „Gesetz zur Neugliederung des Landkreises Soest und von Teilen des Landkreises Beckum“ aufgelöst und die Orte zwischen der Gemeinde Wickede und der Stadt Werl aufgeteilt.

## Amtsinhaber
In den Quellen heißen die Amtsinhaber „Dapifer“, „Amtmann“ oder „Drost“. Schon ab dem 14. Jahrhundert kam es immer wieder vor, dass ein Droste mehrere Ämter innehatte. Häufig waren die Gerichte Neheim, Bergstraße, manchmal auch die Ämter Balve oder Arnsberg mit dem Amt Werl verbunden. Die Vereidigung der Amtsdrosten erfolgte ab dem 15. Jahrhundert im Werler Rathaus. Die Schriftverwaltung erledigten spätestens ab dieser Zeit Amtsverwalter, die in der Regel studierte Juristen waren. Für sie tauchen als Amtsbezeichnung die Begriffe Stellvertreter, Befehlshaber, Amtsführer, Vicesatrapa, Satrapae Werlensis Administrator, aber auch „Amtmann“ auf. Amtsdrosten waren:
- 1300–1309 Hunold von Plettenberg
- 1321–1322 Hartlieb Pil
- 1333 Berthold VIII. von Büren und Davensberg
- 1338 Hermann von Altena
- 1381 Heidenreich von Oer
- 1382, 1387–1388 Albert von Böckenförde genannt von Schüngel – 1392 Drost zu Balve
- 1391–1398 Hermann Freseken von Neheim
- 1396 oder 1397 Rembert von Schorlemer genannt Klusener
- 1420 Degenhard von Böckenförde genannt von Schüngel
- 1436/1443 Johann von Scheidingen
- 1428–1444 Hennecke Wrede
- 1446 Heidenreich Wulff von Lüdinghausen zu Uffeln
- 1449–1485 Wichart von Ense genannt Snidewint zu Niederberge, Niederense und Bergstraße
- 1485–1493/1497 Adrian, Heidenreich und Gerd von Ense genannt Snidewint zu Bergstraße
- 1518 Johann von Hatzfeld zu Uffeln
- 1497–1524/1525 Johann von Fürstenberg zu Höllinghofen
- 1522–1530 Caspar von Tulen zu Geseke
- 1530 Wigand von Ense genannt Schnidewint zu Niederberge und Bergstraße
- 1535–1543 Friedrich von Fürstenberg zu Waterlappe
- 1557 und 1569 Johann Wulf von Lüdinghausen zu Füchten
- 1558–1572 Caspar von Böckenförde genannt Schüngel
- 1570 Hermann von Hatzfeld zu Uffeln und Oedenthal (gestorben um 1574)
- 1575–1581 (Wilhelm) Hermann von Hatzfeld zu Uffeln, Oedenthal und Hunscheid
- 1582–1583 Walter von Carthaus
- 1583/1583 Laurenz von Böckenförde genannt von Schüngel
- 1593–1609/1610 Moritz von Schorlemer zu Overhagen
- 1609–1639 Caspar Dietrich von Schorlemer zu Overhagen – auch Drost zu Erwitte
- 1646–1648 Arnold Johann von Schorlemer zu Overhagen
- 1649–1652 Freiherr Ferdinand Maximilian von und zu Weichs
- 1652–1668/1670 Ernst Theodor von Böckenförde genannt von Schüngel
- 1668–1719 Georg Ernst von Böckenförde genannt von Schüngel – auch Drost zu Neheim
- 1720–1730 Freiherr Friedrich Bernhard Wilhelm von Plettenberg-Wittem – auch Drost zu Neheim
- 1730–1731 Freiherr Ernst Dietrich Anton von Droste-Erwitte
- 1744–1787 Graf Josef Clemens Anton Franz Maria von Plettenberg-Lenhausen
- 1789–1805 Graf Clemens August Josef von Plettenberg-Lenhausen – auch Drost zu Neheim und Östinghausen
- 1807–1815 Caspar Anton Floret, Amtmann[5]
- 1815 Ferdinand Floret, Amtmann[5]

Vizedrosten waren:
- 1485  Albert Winkel
- 1547 Wilhelm Brandis
- 1582–1593 Dietrich Lilie
- 1641 Wilhelm Storm, Richter in Werl
- 1676 Friedrich Bilstein
- vor 1702 Caspar Kleinsorgen (gestorben 1702)
- 1731–1750/1753 Johann Hermann Prange – 1750 Richter in Bergstraße
- 1754 Johann Wilhelm Ludolph Caspar Iskenius – auch Richter in Bergstraße
- 1756–1773 Christian Anton Thoholten
- 1759–1767/1780 Christian Sander
- 1802 Johann Heinrich Heckenkamp
- 1802 Caspar Anton Johann Floret, Stadt- und Amtsrichter zu Werl